# Прокопевск
Прокопевск (на руски: Прокопьевск) е град в Кемеровска област, Русия.
Разположен е край р. Аба в Кузбас. Населението на града през 2010 година е 194 084 души.
Във връзка с богатите запаси коксуващи се въглища в района градът се развива бързо като промишлен център. През 1926 г. има 10 000 ж., а през 1939 г. – 107 000 ж. Развито е минно машиностроене, химическа, лека и хранителна промишленост. Железопътна гара. Културно средище.

## История
Селището е основано през 1650 година, през 1931 година получава статут на град.